# Kommandør
 For alternative betydninger, se Kommandør (ordensvæsen).
Kommandør (afledt af (fransk): commander for 'at kommandere') er en OF-5 søofficersgrad svarende til graden oberst i Hæren og Flyvevåbnet. Det nærliggende engelske ord commander er ikke en grad indenfor landtropperne, men skal snarere oversættes til; "anfører", "leder", "hærchef", "delingsfører" eller "chef". Stillinger som vagt-, pjece- og kampvognskommandør er ikke grader. Tidligere fandtes også Kompaniekommandør for kompagnichef.

## Forsvaret
I Danmark forkortes kommandør til KD og cheferne for Flådestation Frederikshavn, Flådestation Korsør, Søværnets Officersskole og chefen for en eskadre er kommandører. 
 Chefen for kongeskibet Dannebrog er H.M. Dronningens Jagtkaptajn med graden kommandør.
I Forsvarets Sundhedstjeneste vil stabslæger af 1. grad, med tilknytning til Søværnet eller i søværnsuniform, bære kommandørdistinktioner.
Chefen for Marinehjemmeværnet er en kommandør og er lønnet.
Kommandører svarer i Royal Navy og i U.S. Navy til Captain og til Kapitän zur See i Deutsche Marine.
- Kommandør